# Церковь Святого Петра (Корнхилл, Лондон)
Церковь Святого Петра (Сент-Питер-апон-Корнхилл; англ. St. Peter upon Cornhill) — бывшая англиканская приходская церковь в квартале Корнхилл (Сити) города Лондона (Великобритания), расположенная на улице Грейсчерч-стрит. Сегодня является частью прихода церкви Святой Елены в Бишопсгейте.

## История и описание
Церковь Святого Петра в Корнхилле стоит на самой высокой точке Лондонского Сити. Согласно легенде, церковь имела древнее происхождение: она была резиденцией местного архиепископа до прихода саксов в V веке, после чего Кентербери стал резиденцией Григорианской миссии VI века, направленной в Королевство Кент.
Лондонский историк Джон Стоу, писавший в конце XVI века, сообщал, что «в церкви [Святого Петра] сохранилась табличка, на которой написано… что король Люциус (Lucius of Britain) основал данную церковь…» как главный храм своего королевства. Табличка, который видел Стоу, была разрушена, когда средневековое церковное здание сгорело во время Великого лондонского пожара 1666 года. До её уничтожения, табличку описал и ряд других британских авторов. Так Джон Вивер в 1631 году сообщил, что на ней содержалась и точная дата — 179 год (clxxix). Копия таблички, в виде латунной пластины с теми же надписями, была установлена после Великого пожара и до сих пор висит в ризнице.
В 1417 году среди лондонских священников возник спор о том, кто должен занять почетное место среди настоятелей городских церквей во время шествия на Духов день: из претендовавших на первенство настоятелей церкви Святого Петра в Корнхилле, церкви Святого Магнуса и церкви Святого Николая (St Nicholas Cole Abbey), мэр и совет отдали позицию храму Святого Петра. В 1444 году церкви Святого Петра была передана «конная мельница». Колокола на храме упоминаются в 1552 году. Церковь в целом сильно пострадала во время Великого пожара: приход пытался восстановить её, но между 1677 и 1684 годами старое здание было снесено и перестроено по проекту архитектора Кристофера Рена за 5647 фунтов стерлингов. Новое здание было на 10 футов (3,0 м) короче своего предшественника; восточная часть была отдана под расширение улицы Грейсчерч-стрит.
Храм Святого Петра являлся полковой церковью Королевского танкового полка c 1954 года; с 2007 года полковой церковью является местная церковь Девы Марии (St Mary Aldermary). 4 января 1950 года церковное здание было внесена в список памятников архитектуры первой степени (Grade I). В XXI века церковь является вспомогательным храмом в приходе Святой Елены: здание используется для обучения персонала, проведения курсов по изучению Библии и размещения молодежного центра. Писатель Чарльз Диккенс упоминает церковное кладбище Святого Петра в своём романе «Наш общий друг».